# Sokratis

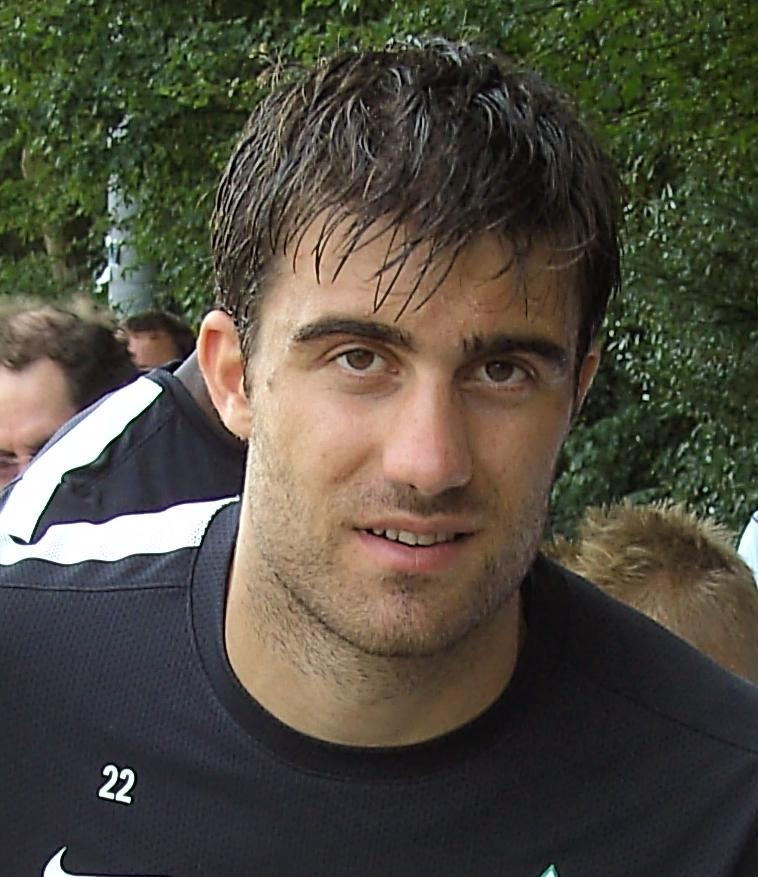
Sokratis (2012)

Sokratis, mit vollem Namen Sokratis Papastathopoulos [soˈkratis papastaˈθopulos] (griechisch Σωκράτης Παπασταθόπουλος; * 9. Juni 1988 in Kalamata), ist ein ehemaliger griechischer Fußballspieler, welcher zuletzt  bei Betis Sevilla unter Vertrag stand.

## Karriere

### Verein
Sokratis begann seine Karriere bei Apollon Petalidiou, von wo er 2005 zu AEK Athen wechselte. 2008 wurde er jüngster Mannschaftskapitän in der Vereinsgeschichte. Zuvor war er an Niki Volou aus der zweiten Liga ausgeliehen worden, um Spielpraxis zu sammeln.
Ab der Saison 2008/09 spielte der Innenverteidiger beim italienischen Erstligisten CFC Genua, bei dem er den Sprung in die Stammelf schaffte.
Am 20. Juli 2010 wurde Sokratis vom AC Mailand gekauft. Der CFC Genua bekam im Gegenzug die Spieler Nnamdi Oduamadi, Rodney Strasser und Gianmarco Zigoni in Form der sogenannten „comproprietà“ (Miteigentumsrecht).
Zur Saison 2011/12 kehrte Sokratis zunächst zurück zum CFC Genua, bis er im Juli 2011 zunächst leihweise zum SV Werder Bremen wechselte. Er trug bei Werder die Rückennummer 22. Aufgrund der Länge und der schwierigen Aussprache seines Nachnamens steht auf dem Trikot sein Vorname. Sein erstes Pflichtspiel für Werder bestritt er am 30. Juli 2011 beim 1:2 gegen den 1. FC Heidenheim im DFB-Pokal. Eine Woche später kam er auch am ersten Bundesligaspieltag zum Einsatz, als Bremen gegen den 1. FC Kaiserslautern mit 2:0 gewann. Anfang September 2011 ließ der SV Werder den bei der DFL registrierten Namen des Spielers auf den Vornamen als „Künstlernamen“ verkürzen, sodass er seither als Sokratis aufläuft. Zur Saison 2012/13 wurde Sokratis fest verpflichtet.
Bereits zur Saison 2013/14 wechselte Sokratis innerhalb der Liga zu Borussia Dortmund, wo er die Rückennummer 25 trug. Er unterschrieb einen Vertrag bis zum 30. Juni 2018, den er im Oktober 2015 vorzeitig zum 30. Juni 2019 verlängerte. Sein erstes Tor in der Bundesliga für Borussia Dortmund erzielte er am 11. Spieltag beim 6:1-Sieg gegen den VfB Stuttgart zum zwischenzeitlichen 1:1.
Zur Saison 2018/19 wechselte Sokratis für 16 Millionen Euro in die englische Premier League zum FC Arsenal und unterzeichnete einen langfristigen Vertrag. Am 20. Januar 2021 einigte er sich mit dem Verein auf eine Vertragsauflösung.
Am 25. Januar 2021 wechselte Sokratis zum griechischen Rekordmeister Olympiakos Piräus.
Nachdem sein Vertrag in Griechenland ausgelaufen war, wechselte er Ende Oktober 2023 nach Spanien zu Betis Sevilla. Im Sommer 2024 beendete er seine Karriere.

### Nationalmannschaft
Sokratis war der Kapitän der griechischen U-19-Nationalmannschaft, mit der er bei der U-19-Europameisterschaft 2007 in Österreich und der Schweiz Vize-Europameister wurde, verpasste jedoch aufgrund einer Gelbsperre das Finale gegen Spanien. Aufgrund ihrer Leistungen wurden er und zwei weitere Mannschaftskollegen (Sotirios Ninis und Konstantinos Mitroglou) bei der U-19-EM unter die elf besten Spieler des Turniers gewählt. Zudem spielte er für die U-21 Mannschaft Griechenlands.
In der A-Nationalmannschaft debütierte er Anfang 2008 in einem Freundschaftsspiel gegen die Tschechische Republik, wurde im selben Jahr jedoch nicht in das Aufgebot für die Fußball-Europameisterschaft 2008 berufen, obwohl er dem 24 Spieler umfassenden erweiterten Kader angehörte. Nach dem Turnier wurde Sokratis wieder regelmäßig vom deutschen Trainer Otto Rehhagel in den Kader der Nationalelf berufen. Bei der Fußball-Weltmeisterschaft 2010 in Südafrika stand er im Kader und kam auf zwei Einsätze. Im Spiel gegen Argentinien zeigte er eine vielbeachtete Leistung, indem er Lionel Messi wirkungsvoll ausschaltete.

## Titel und Erfolge
- U19-Vize-Europameister: 2007
- Italienischer Meister: 2010/11
- DFL-Supercup-Sieger: 2013, 2014
- DFB-Pokal-Sieger: 2017
- FA-Cup-Sieger: 2020
- Griechischer Meister: 2021, 2022

## Sonstiges
- Sokratis spricht neben seiner Muttersprache Griechisch auch fließend Italienisch, Deutsch und Englisch.
- 2014 veröffentlichte der BVB zusammen mit Sokratis eine Parodie des Liedes Lass das mal den Papa machen.[14][15]